# Elymiotis purpurascens
Elymiotis purpurascens är en fjärilsart som beskrevs av Butler. Elymiotis purpurascens ingår i släktet Elymiotis och familjen tandspinnare. Inga underarter finns listade i Catalogue of Life.